# Joseph Rampal
Joseph Rampal (Marseille, 12 septembre 1895 – 15e arrondissement de Paris, 12 janvier 1983) est un flûtiste français. Il est le père de Jean-Pierre Rampal.

## Biographie
Joseph Rampal naît Provence, fils d'un bijoutier de Marseille. Joseph montre un talent musical précoce et en 1913, il est envoyé à Paris, avec une flûte en argent en main, pour y suivre des études. Son frère aîné, Jean-Baptiste est déjà dans la capitale, où il étudie la peinture auprès d'Auguste Renoir à l’École des beaux-arts. Tout comme Marcel Moyse, René Le Roy, Georges Laurent, Gaston Blanquart, Georges Delangle, il étudie au Conservatoire de Paris avec le flûtiste Adolphe Hennebains (1862-1914), lui-même élève de Paul Taffanel. 
Lors du déclenchement de la Première Guerre mondiale en 1914, Joseph et son frère rejoignent l'armée. Dans les premières semaines, Jean-Baptiste est tué dans la Marne. Joseph lui-même est blessé deux fois en 1916 et en 1918, il est de retour à Paris pour poursuivre ses études de flûte au Conservatoire. En 1919, il joue le Thème varié, de  Busser, pour premier prix, alors que le jeune Marcel Moyse est dans le jury.

### Marseille
Ayant perdu un frère aîné au début de la guerre, Joseph décide en 1919, qu'il est important pour lui de retourner vivre avec sa famille à Marseille, plutôt que de poursuivre une carrière parisienne. Jean-Pierre Rampal rapporte que Moyse considérait Joseph comme « l'un des meilleurs musiciens de son époque et que, s'il était resté à Paris, il aurait fait une brillante carrière »
De retour à Marseille en 1919, Joseph rejoint Marseille : l'Orchestre de la radio et commence à enseigner la flûte au conservatoire de Marseille. Finalement, il est nommé professeur de flûte à l'institution et également flûte solo de l'Orchestre symphonique de Marseille (Orchestre des concerts classiques de Marseille). Chaque été, à partir de 1928, il joue au sein de l'Orchestre du Théâtre du Grand Casino de Vichy, lors du festival de musique d'été.
En tant qu'enseignant, il préside au développement de son fils unique, Jean-Pierre, un talent musical pouvant éventuellement parvenir à une véritable notoriété internationale comme flûtiste soliste. Il était d'abord réticent, cependant à encourager Jean-Pierre à poursuivre une carrière musicale, malgré l'enthousiasme évident et les capacités. L'épouse de Joseph, Andrée estimait que « le patchwork des positions et salaires » de son mari avec les orchestres, la radio et dans les théâtres représentait trop d'incertitude dans un cheminement de carrière pour leur unique enfant. Au lieu de cela, ils lui recommandent une carrière dans la médecine. Néanmoins, Joseph, en privé, encourage son fils à apprendre la flûte.
En 1934, la classe de flûte de Joseph au Conservatoire, est en proie à une crise d'adhésion, avec un nombre porté de quinze à trois élèves. Pour aider à trouver de nouveaux élèves, il achète et répare plusieurs vieilles « flûtes fatiguées », ce qui lui permet d'attirer, avec ces instruments disponible de nouveaux élèves, sans le fardeau du coût pour leurs parents. En outre, il est convenu d'inclure son propre fils, Jean-Pierre – qui a douze ans et demi – dans sa classe. Son fils avait reçu en cadeau de son grand-père, sa première flûte d'argent. À l'aide de la méthode de Joseph-Henri Altès, telle qu'enseignée par Joseph, Jean-Pierre a progressé à un niveau où il a remporté le second prix en 1935 et le premier prix en 1936, au conservatoire de Marseille. Si bien qu'à la fin des années 1930, il rejoint son père au sein du pupitre des flûtes de l'Orchestre symphonique de Marseille, en tant que deuxième flûte. En privé, le père et le fils continue à jouer de la flûte en duos « presque chaque jour »
Bien que Joseph n'ait jamais poursuivi une carrière de soliste, son fils considère qu'il possédait le « tempérament du soliste » : il avait une forte présence sur scène et un jeu très engagé. « Il se tenait très droit [rapporte Jean-Pierre] et contrairement à moi, il s'agitait peu lorsqu'il jouait ». Sur la sonorité de Joseph, son fils admire sa « sonorité spéciale... bien à lui, très “charnue” et pleine d'émotion ». La qualité intense et émouvante de sa sonorité et sa musicalité étaient aussi admirées par Marcel Moyse. C'est avec de justes repères historiques et des arguments nourris par l'expérience que, plus tard, Jean-Pierre s'est référé à son père (et premier professeur) comme étant son « lien avec la tradition française » de la flûte.

### Mentor de l'étoile montante
Après la guerre, Joseph reste un mentor pour son fils, dont la carrière devenait celle d'un remarquable soliste sur la scène nationale. En 1946, Joseph fait la demande pour jouer un solo de flûte avec l'orchestre marseillais, mais, souhaitant encourager la carrière  en plein essor de son fils, il persuade le chef d'orchestre de permettre à Jean-Pierre de jouer à sa place. C'est aussi avec l'aide de Joseph qu'en 1948, le jeune Jean-Pierre trouve l'argent pour acheter chez un antiquaire, la seule flûte en or massif du célèbre artisan français du XIXe siècle français, Louis Lot. L'instrument était disponible par hasard et, l'ayant acquis, son fils Jean-Pierre l'envoie à son père, qui procède aux longues réparations pour ré-assembler l'instrument et le restaurer jusqu'à un état de fonctionnement. « Il a travaillé toute la journée et toute la nuit », rapporte Jean-Pierre Rampal ; « il m'a appelé le matin et a dit que c'était une flûte fantastique. Il ne pouvait pas dormir avant ; il a fait les patins et tout ». Jean-Pierre s'est produit et a enregistré avec elle pendant onze ans, jusqu'à la fin des années 1950.
À la suite des premiers succès en tant que soliste de Jean-Pierre Rampal, Joseph effectue plusieurs enregistrements avec son fils. Parmi les premiers  enregistrement de 1951, figure l’Allegro et Menuet pour deux flûtes de Beethoven. plus Tard, le père et le fils apparaissent ensemble sur l'enregistrement du Quatuor en ré majeur pour quatre flûtes (opus 12) de Reicha, avec Maxence Larrieu et Alain Marion, d'autres étudiants de Joseph à Marseille. Un enregistrement avec Jean-Pierre du Concerto en do majeur pour deux flûtes (P. 76) de Vivaldi, est réalisé vers la fin de la carrière de Joseph.
Selon Jean-Pierre Rampal, son père est resté une critique juste et constructive jusqu'à la fin ; faisant remarquer que si seulement Jean-Pierre avait pratiqué plus, il aurait pu avoir une meilleure carrière pour lui-même. Joseph Rampal, mort à Paris en janvier 1983, âgé de 87. Avis de son décès est paru dans le New York Times, le 14 janvier 1983. Un événement qui reflète l'énorme popularité en Amérique du fils, dont Joseph Rampal a tant fait pour son début de carrière. Il est enterré au cimetière du Montparnasse, à Paris, aux côtés de son épouse Andrée († 1991) et leur fils Jean-Pierre Rampal († 2000).

## Livres
Bel Canto Flute: The Rampal School (2003, Winzer Press) par Sheryl Cohen. Il s'agit d'une étude de l'enseignement de Jean-Pierre Rampal et de sa méthode de jeu, par un professeur de flûte américain, qui a étudié avec les deux Rampal et ses compagnons de Marseille le flûtiste Alain Marion. En essence, cependant, Cohen cherche à définir une flûte de tradition que les ressorts de l'enseignement de Joseph Rampal à Marseille, liés par lui à la première grande tradition de Taffanel, Hennebains et Gaubert. Bien qu'il soit controversé de se référer au groupe de flûtistes de Marseille comme d'une « école » distincte de l'« École française de Flûte », largement plus reconnue, dans laquelle Marcel Moyse et ses prédécesseurs, sont les figures centrales, l'étude de Cohen est une tentative de donner à Joseph Rampal, son fils Jean-Pierre et les autres, certains crédits formels pour un style de jeu identifiable, qui est apprécié partout dans le monde musical. Comme signature caractéristiques de ce style, Cohen souligne en particulier, une « approche poétique du phrasé expressif comme une base pour développer le talent artistique, des méthodes pratiques créatives, le contrôle sonore de la respiration, l'articulation et la technique, tout en cherchant à libérer l'artiste de l'intérieur ». Sheryl Cohen, professeur émérite de la musique à l'Université de l'Alabama, aux États-Unis, a depuis étendu son étude par la mise en place d'une Bourse de la Camargo Foundation à Cassis en Provence, intitulée The Flute School of Marseille: The Rampal Lineage. Les buts sont « le développement et l'influence de l'école de Joseph Rampal sur la flûte du vingtième siècle » afin de « préserver  le vaste projet philosophique et pédagogique montée par l'école et établir la place de Joseph Rampal dans l'histoire de la flûte ».